# Loch Voil
Loch Voil ist ein, schmaler, etwa fünf Kilometer langer See in Schottland. Er ist vom Loch Doine durch den River Larig getrennt und wird an seinem nördlichen Ende bei Balquhidder vom Balvag entwässert. Der See ist über eine einspurige Straße aus zu erreichen, die von Balquhidder nach Inverlochlarig führt.